# Seznam ruskih filmskih igralcev
Seznam ruskih (in nekdanjih sovjetskih) filmskih igralcev.

## A
Ashab Abakarov (1945–1985) 
Vladislav Abašin (1979–)  
Osip Abdulov (1900–1953) 
Vsevolod Osipovič Abdulov (1942–2002) 
Aleksander Gavrilovič Abdulov (1953–2008)  
Ljudmila Abramova (1939–) 
Tatjana Abramova (1975–) 
Andrej Abrikosov (1906–1973) 
Grigorij Abrikosov (1932–1993) 
Valerij Afanasjev (1949–) 
Roman Agejev (1974–) 
Polina Agurejeva (1976–) 
Anastasija Akatova (1992–) 
Lija Ahedžakova (1938–) 
Oksana Akinišina (1987–) 
Ljubov Aksjonova (1990–) 
Tamara Akulova (1957–) 
Arina Alejnikova (1943–) 
Pjotr Alejnikov (1914–1965) 
Vera Alentova (1942–) 
Ksenija Alfjorova/Alferova (1974–) 
Irina Alfjorova (1951–) 
Vera Altajskaja (1919–1978) 
Tamara Aljošina (1919–1999)  
Valentina Ananina (1933–)  
Karina Andolenko (1987–) 
Boris Andrejev (1915–1982) 
Oleg Andrejev
Vladimir Aleksejevič Andrejev (1930–2020) 
Marija Andrejeva (1986–) 
Paulina Andrejeva (1988–) 
Olga Androvskaja (1898–1975) 
Andrej Annenski (1983–) 
Grigorij Antipenko (1974–) 
Aleksandr Antonov (1898–1962) 
Jevgenij Antropov (1986–) 
Sergej Aprelski (1967–) 
Boris Ardov (1940–2004) 
Anna Ardova (1969–) 
Mira Ardova (1940–) 
Sofija Ardova (1996–) 
Nina Arhipova (1921–2016) 
Natalija Arinbasarova (1946–) 
Tatjana Arntgolc (1982–) 
Olga Aroseva (1925–2013) 
Igor Artašonov (1964–2015) 
Sergej Astahov (1969–) 
Mihail Astangov (Ružnikov) (1900–1965) 
Nikolaj Averjuškin (1956–) 
Anna Azarova (1980–) 

## B
Aljona Babenko (1972–)
Boris Babočkin (1904–1975)
Karen Badalov (1965–)
Nadežda Bahtina (1979–)
Olga Baklanova/Baclanova (1896 – 1974) (ameriška - rus. rodu)
Aleksandr Balujev (1958–)
Donatas Banionis (1924–2014) (Litvanec)
Marija Barabanova (1911–1993)
Vjačeslav Baranov (1958–2012)
Anastasia Baranova (1989–)
Lev Baraškov (1931–2011)
Aleksej Bardukov (1984–)
Valerij Barinov (1946–)
Olga Barnet (1951–) 
Margarita Barskaja (1903–1937?) 
Oleg Basilašvili (1934–) 
Valerij Bassel (1939–) 
Vladimir Basov (1923–1987) 
Marat Bašarov (1974–)
Aleksander Baširov (1955–)
Aleksej Batalov (1928–2017)
Nikolaj Batalov (1899–1937)
Vladimir Batalov (1902–1964)
Svetlana Nikolajevna Batalova (1923–2011)
Tatjana Bedova (1946–)
Sergej Behterev (1958–2008)
Anatolij Beli (1972–)
Galina Beljajeva (1961–) 
Aleksandr Beljavski (1932–2012) 
Natalija Belohvostikova (1951–) 
Vladimir Belokurov (1904–1973)
Konstantin Belošapka (1992–)
Jurij Belov (1930–1991)
Mark Bernes (1911–1969)
Olga Barnet (1951–)
Valentina Berezuckaja (1931–2019)
Jegor Berojev (1977–)
Sergej Bezrukov (1973–)
Irina Bezrukova (1965–)
Leonid Bikov (1928–1979)
Rolan Bikov (1929–1998)
Dmitrij Bikovski-Romašov (1969–)
Vladlen Birjukov (1942–2005)
Serafima Birman (1890–1976)
Elina Bistricka(ja) (1928–2019)
Artjom Bistrov (1985–)
Larisa Blažko (1963–)
Aleksandra Blednaja (1974–)
Anatolij Bledni (1949–)
Filipp Bledni (1988–) 
Boris Blinov (1909–1943)
Zanna Bobotova (1941–)
Ivan Bobrov (1904–1952)
Sergej Bodrov ml. (1971–2002)
Jurij Bogatirjov (1947–1989)
Nikolaj Ivanovič Bogoljubov (1899–1980)
Jelizaveta Bojarskaja (1985–)
Mihail Bojarski (1949–)
Jaroslav Bojko (1970–)
Žanna Bolotova (1941–)
Anna Bolšova (1976–)
Jelena Bondarčuk (1962–2009)
Natalija Bondarčuk (1950–)
Sergej Bondarčuk (1920–1994)
Timur Bondarenko
Vasilij Borisjuk (1963–)
Aleksandr Borisov (1905–1982)
Julija Borisova (1925–2023)
Lev Borisov (1933–2011)
Nadežda Borisova (1979–)
Oleg Borisov (1929–1994)
Ivan Borodin
Ivan Bortnik (1939–)
Svetlana Bragarnik (1944–)
Eduard Bredun (1934–1984)
Borislav Brondukov (1938–2004)
Leonid Bronevoj (1928–2017)
Tatjana Bronzova (1946–)
Olga Budina (1975–)
Aleksandr Buharov (1975–)
Tatjana Bulah-Gardin (1904–1973)
Maja Bulgakova (1932–1994)
Aleksandra Buličeva (1987–)
Aleksej Bunin (1911–1967)
Irina Bunina (1939–2017)
Ksenija Buravskaja (1977–)
Zoja Burjak (1966–)
Georgij Burkov (1933–1990)
Vladimir Burlakov (1987–)
Nikolaj Burljajev (1946–)

## C
Alexandra Callas (r. Aleksandra Kerbel) (1985–)
Jan Capnik (1968–)
Ljudmila Celikovskaja (1919–1992)
Sergej Cenin (1884–1964)
Nikolaj Ceretelli (1890–1942)
Jevgenij Ciganov (1979–)
Irina Civina (1963–)
Vjačeslav Cjupa (1955–)
Anna Cukanova (1989?–)
Jurij Curilo (1946–)
Anastasija Cvetajeva (1981–)

## Č
Aleksej Čadov (1981–)
Anton Čečevičkin (1989–)
Viktor Čekmarjov (1911–1987)
Jurij Čekulajev (1926–1991)
Nikolaj Petrovič Čerkasov (1884–1944)
Nikolaj Konstantinovič Čerkasov (1903–1966)
Nastasja Černova –)
Vladimir Čestnokov (1904–1968)
Anna Čipovskaja (1987–)
Boris Čirkov (1901–1982)
Inna Čurikova (1943–)
Ljudmila Čursina (1941–)

## D
Oleg Dahl (1941–1981)  
(Georgij Danelija 1930-2019)  
Galina Danilova (1968–)  
Natalija Danilova (1955–)   
Aleksandr Dedjuško (1962–2007)  
Alla Demidova (1936–)  
Aleksandr Demjanenko (1937–1999)  
Pavel Derevjanko (1976–)  
Mihail Deržavin (1936–2018)  
Aleksej Devotčenko (1965–2014)  
Aleksej Denisovič Diki(j) (1889–1955)  
Agne Ditkovskite-Čadova (1988–)  
Dmitrij Djužev (1978–)  
Igor Dmitrijev (1927–2008)  
Jevgenija Dmitrijeva (1972–)  
Valerija Dmitrijeva (1992–)  
Jelena Dobriševa (1964–)  
Nina Drobiševa (1939–)  
Boris Dobronravov (1896–1949)  
Fjodor Dobronravov (1961–) 
Ivan Dobronravov (1989–) 
Viktor Dobronravov (1983–) 
Jevgenija Dobrovolskaja (1964–)  
Aleksandr Domogarov (1963–)  
Vadim Dorofejev (1983–2014) 
Nikolaj Dorohin (1905–1953) 
Tatjana Doronina (1933–) 
Frunze Dovlatjan (1927–1997) 
Nina Dorošina (1934–2018) 
Jelena Drapeko (1948–) 
Ilja Drevnov (1977–) 
Georgij Dronov (1971–)  
Heorhij Ivanovič Drozd (1941–2015) 
Maksim Drozd (1968–) 
Olga Drozdova (1965–) 
Tatjana Drubič (1959–) 
Dinara Drukarova (1976–) 
Svetlana Družinina (1935–) 
Jurij Dubrovin (1939–) 
Jelena Dudina (1988–) 
Nikolaj Dupak (1921–2023) 
Lev Durov (1931–2015) 
Stanislav Dužnikov (1973–) 
Vladimir Družnikov (1922–1994) 
Anatolij Džabarov (1937–) 
Armen Džigarhanjan (1935–2020)  

## E
Alexandr (J)Efimov (1965/80–)?
Mihail J/Efremov (1963–)
Nikita J/Efremov (1988–)
Nikolaj J/Efremov (1991–)
Oleg J/Efremov (1927–2000)
Darja (J)Ekamasova (1984)
Dmitrij (J)Endalcev (1989)
Vladimir Etuš (1922–2019)
Stanislov Eventov (1972–) 

## F
Aleksandr Fadejev (1936–1993)
Olga Fadejeva (1978–)
Oleg Fandera (1934–2002)
Oksana Fandera (1967–)
Semjon Farada (1933–2009)
Natalija Fatejeva (1934–) 
Aleksandr Fatjušin (1951–2003)
Lidija Fedosejeva-Šukšina (1938–)
Leonid Filatov (1946–2003) 
Roman Filippov (1936–1992)
Ljubov Firsova (1956–)
Pjotr Fjodorov (1959–1999)
Vladimir Fjodorov (1939–2021)
Viktorija Fjodorova (1946–2012) (rusko-ameriška)
Zoja Fjodorova (1907–1981)
Vladimir Fogel (1902–1929)
Oleg Fomin (1962–)
Alisa Freindlich/Frejndlih? (1934–)
Bruno Freindlich/Frejndlih? (1909–2002)

## G
Oleg Gaas (1994–)
Valentin Gaft (1935–)
Aleksandr Galibin (1955–)
Boris Galkin (1947–)
Maksim Galkin (1976–) komik
Erast Garin (1902–1980)
Valerij Garkalin (1954–2021)
Sergej Garmaš (1958–)
Valerij Gatajev (1938–2011)
Olga Gavriljuk (1947–)
Miheil Gelovani (1892/3–1956) (Stalin)
Georgi(j) Georgiu (1915–1991)
Jevgenij Gerasimov (1951–)
Sergej Gerasimov (1906–1985)
Vladimir Gerasimov (1907–1989)
Laura Gevorkijan (1939–)
Sofija Giacintova (1895–1982)
Vera Glagoljeva (1956–2017)
Pjotr Glebov (1915–2000)
Olga Glebova-Sudejkina (1885–1945)
Viktorija Gluhih (1996 -)
Jevgenija Glušenko (1952–)
Sergej Godin (1987–)
Nikolaj Godovikov (1950–2017)
Marina Golub (1957–2012)
Aleksandr Golubjev (1983–)
Jekaterina Golubjeva (1966–2011)
Marija Golubkina (1973–)
Jakov Gopp (1961–)
Aleksandr Gorbatov (1988–)
Igor Gordin (1965–)
Mihail Gorevoj (1965–)
Jekaterina Gorina (1992–)
Nikolaj Gorlov (1908–1989)
Sergej Gorobčenko (1972–)
Anna Gorškova (1983–)
Jekaterina Gorškovskaja (1976–)
Vladimir Gostjuhin (1946–)
Stanislav Govoruhin (1936–2018)
Nikolaj Grabbe (1920–1990)
Jekaterina Gradova (1946–)
Aleksandr Grave (1920–2010)
Alisa Grebenščikova (1978–)
Aleksej Gribov (1902–1977)
Nikolaj Gricenko (1912–1979)
Irina Grineva (1973–)
Nikolaj Grinko (1920–1989) (Ukrajina)
Aleksandr Grišin (1974–)
Valerij Griško (1951–)
Andrej Gromov (1959–)
Monika Gossmann (1981–)
Irina Gubanova (1940–2000)
Nikolaj Gubenko (1941–2020)
Inna Gulaja (1940–1990)
Ljudmila M. Gurčenko (1935–2011)
Sergej Gurzo (1926–1974)

## H
Konstantin Habenski (1972–) 
Roza Hajrullina (1961–) 
Andrej Halimon (1990–) ("Kolja") 
Čulpan Hamatova (1975–) (tatarskega rodu)  
Gregorij/Hrihorij Hladij (1954–) 
Tihon Hrennikov (1913–2007) 
Andrej Haritonov (1959–) 
Leonid Haritonov (1930–1987) 
Aleksandra Haritonova (1922–2009) 
Svetlana Haritonova (1932–2012) 
Boris Himičev (1933–2014) 
Eugenija/Jevgenija Hirivskaja (1981–) 
Ljudmila Hitjajeva (1930–)   
Julija Hlinina (1992–) 
Boris Hmelnicki (1940–2008) 
Jelena Hmelnitskaja (1971–) 
Svetlana Hodčenkova (1983–) 
Aleksandra Hohlova (1897–1985) 
Konstantin Hohlov (1885–1956) 
Sergej Holmogorov (1954–) 
Vera Holodnaja (r. Levčenko) (1893–1919) 
Anatolij Hostikojev (1953–)  
Igor Hripunov (1980–) 
Dmitrij Hrustaljov (1979–) 
Aleksander Hvilja (1905–1976) (Ukrajinec šved. rodu) 

## I
Jurij Ickov (1950–)
Vladimir Iljin (1947–)
Igor Ilinski (1901–1987)
Anatolij Iljčenko (1976–) 
Viktor Iljičov (1946–2010)
Aleksej Inževatov (1946–2010)
Šuhrat Irgašev (1945–)
Ilja Isajev (1977–)
Anna Isajeva (1992–)
Valerij Isakov (1936–2017)
Vitalij Isakov (1982–)
Sergej Ivanov (1951–2000)
Anastasja Ivanova (1958–1993)
Olga Ivanova (1984–)
Svetlana Ivanova (1985–)
Vladimir Ivašov (1939–1995)
Valerij Ivčenko (1939–) 
Rostislav Ivicki (1908–1974)
Jelena Izmajlova (1920–2005)
Izolda Izvickaja (1932–1971)

## J
Igor Jacko (1964–)
Oleg Jagodin (1976–)
Vadim Jakovenko (1952–2017) 
Jurij Jakovljev (1928–2013)
Sergej Jakovljev (1925–1996)
Jelena Jakovljeva (1961–)
Marina Jakovljeva (1959–)
Filipp Jankovski (1968–)
Ivan Jankovski (1990–)
Oleg Jankovski (1944–2009)
Vano Jantbelidze (1954–)
Aleksandr Janvarjov (1940–2005)
Leonid Jarmolnik (1954–)
Jüri Järvet (r. Georgij Kuznjecov) (1919–1995)
Aleksandr Jefimov (1965–) 
Mihail Jefremov (1963–)
Nikita Jefremov (1988–)
Nikolaj Jefremov (1991–)
Oleg Jefremov (1927–2000)
Georgij Jepifancev (1939–1992)
Vladimir Jepifancev (1971–)
Tatjana Jeremejeva (1913–2012)
Nikolaj Jerjomenko (1949–2001)
Irina Jermolova (1969–)
Jevgenij Jevstignejev (1926–1992)
Lilija Jevstignejeva (1937–1986)
Genadij Judin (1923–1989)
Georgij Jumatov (1926–1997)
Natalija Junnikova (1980–2017)
Jurij Jurjev (1872–1948)
Darja Jurskaja (1973–)
Sergej Jurski (1935–2019)
Sergej Juškevič (1967–)
German Juško (1941–2010)
Vitalij Juškov (1951–)

## K
Pavel Kadočnikov (1915–1988)
Pjotr Kadočnikov (1944–1981)
Aleksandr Kajdanovski (1946–1995) (Stalker)
Zoja Kajdanovskaja (1976–)
Stepan Kajukov (1898–1960)
Irina Kalinovskaja (1946–)
Aleksandr Kaljagin (1942–) 
Ivars Kalniņš (Latvijec) 
Anna Kamenkova (1953–)
Jurij Kamorni (1944–1981)
Boris Kamorzin (1966–)
Leonid Kanevski (1939–)
Miroslava Karpovič (1986–)
Sonja Karpunina (1983–)
Aleksandr Kavalerov (1951–2014)
Mihail Kazakov (1988–)
Alla Kazanskaja (1920–2008)
Lila Kedrova (1919–2000)
David Keosajan (1961–)
Zinaida Kirijenko (1933–)
Olga Kizilova
Jekaterina Klimova (1978–)
Natalija Klimova (1938–)
Boris Kljujev (1944–)
Aleksandr Kljukvin (1956–)
Leonid Kmit (1908–1982)
Otar Koberidze (1924–2015)
Mihail Kokšenov (1936–)
Janina Kolesničenko (1973–) 
Sergej Kolesov (1973–)
Nikolaj Koljada (1957–)
Vladimir Kolokolcev (1940–1996)
Svetlana Kolpakova (1985–)
Sergej Petrovič Komarov (1891–1957)
Nikita Kondratjev (1915–1986)
Tatjana Konjuhova (1931–)
Vladimir Konkin (1951–)
Mihail Kononov (1940–2007)
Galina Konovalova (1916–2014)
Jefim Kopeljan (1912–1975)
Margarita Korabelnikova (1931–)
Svetlana Korkoško (1943–)
Anna Korotajeva (1989–)
Dina Korzun (Dianna Korzun-Frank) (1971–)
Aleksandr Korženkov (1958–) 
Jelena Kostina (1964–)
Igor Kostolevski (1948–) 
Anatolij Kot (1973–) 
Marina Kotašenko(va)
Ivan Koval-Samborski (1893–1962) (Ukrajinec)
Anna Kovalčuk (1977–)
Alla Kovnir (1975–)
Kirill Kozakov (1962–) 
Marija Kozakova (1992–)
Danila Kozlovski (1985–)
Aleksandr Koznov (1963–2009)
Aleksej Koževnikov (1933–1986)
Nina Kračkovska (1930–)
Aleksej Kravčenko (1969–)
Pjotr Krasilov (1977–)
Jelena Krasnopolskaja (1967–)
Aleksej Kravčenko (1969–)
Tatjana Kravčenko (1953–)
Muza Krepkogorskaja (1924–1999)
Stepan Krilov (1910–1998)
Ljudmila Krilova (1938–)
Pantelejnmon Krimov (1919–1982)
Nikolaj Krjučkov (1911–1994)
Svetlana Krjučkova (1950–)
Konstantin Krjukov (1985–)
Anatolij Ktorov (1898–1980)
Goša (Jurij) Kucenko (1967–) 
Valerij Kuharešin (1957–) 
Nikita Kukuškin (1990–) 
Viktor Kulakov (1910–1982) 
Dmitrij Kuličkov (1979–) 
Alim Kulijev/Kouliev (1959–) (Balkar; rusko-amer.)
Irina Kupčenko (1948–)
Leonid Kuravljov (1936–)
Ravshana Kurkova (1980–)
Natalija Kustinskaja (1938–2002)
Marianna Kušnerova (1954–) 
Nikolaj Kutuzov (1897–1981) 
Olga Kuzina (1973–) 
Jelena Kuzmina (1909–1979)  
Aleksandr Kuznjecov (1959–2019)  
Aleksandr Aleksandrovič Kuzn(j)ecov (1992–)  
Anatolij Kuznjecov (1905–1954)
Anatolij Kuznjecov (1930–2014)
Ivan Kuznjecov (1909–1976)
Jurij Kuznjecov (1946–)
Mihail Kuznjecov (1918–1986)
Marina Kuznjecova (1925–1996)
Vera Kuznjecova (1907–1994)
Igor Kvaša (1933–2012)

## L
Marina Ladinina (1908–2003) 
Alina Lanina (1989–) 
Vasilij Lanovoj (1934–2021)  
Ivan Lapikov (1922–1993) 
Jekaterina Lapina (1974–2012) 
Natalija Lapina (1963–) 
Nina Lapšinova (1932–2014) 
Vsevolod Larionov (1928–2000) 
Alla Larionova (1931–2000) 
Juris Laucinš (1957–2013) 
Laura Lauri (1982–) 
Konstantin Lavronenko (1961–) 
Jurij Sergejevič Lavrov (1905–1980) 
Kiril Jurjevič Lavrov (1925–2007) 
Tatjana Lavrova (pr.i. Andrikanis) (1938–2007) 
Aleksandr Lebedjev (1930–2012) 
Jevgenij Lebedjev (1917–1997) 
Nikolaj Lebedjev (1921–2022) 
Rem Lebedjev (1928–1988) 
Leonid Leonidov (1873–1941) 
Jevgenij Leonov  (1926–1994) 
Avangard Leontjev (1947–) 
Vladimir Lepko (1898–1963) 
Janislav Levinzon (1954–) 
Marina Levtova (1959–2000) 
Elza Leždej (1933–2001) 
Irina Lindt (1974–) 
Dmitrij Lipskerov (1964–) 
Olga Lisak (1973–) 
Aleksej Litvinenko (1987–)  
Olga Litvinova (1981–) 
Renata Litvinova (1967–) 
Andrej Livanov (1989–2015) 
Boris Livanov (1904–1972) 
Igor Livanov (1953–) 
Vasilij Livanov (1935/6–) 
Aleksej Ljarski (1923–1943) 
Pavel Ljovkin
Pjotr Ljubeškin (1913–1990) 
Ivan Ljubeznov (1909–1988) 
Ilja Ljubimov (1977–) 
Oleg Ljubimov (1968–) 
Stanislav Ljubšin (1933–) 
Vadim Ljubšin (1964–) 
Tatjana Ljutajeva (1965–) 
Anatolij Lobockij (1959–) 
Valentina Genadjevna Loekasjtsjoek (1988–) 
Aleksandr Loje (1983–) 
Olga Lomonosova (1978–) 
Sergej Lukjanov (1910–1965) 
Larisa Luppian (1953–) 

## M
Roman Madjanov (1962–)
Darja Majorova (1972–)
Roza Makagonova (1927–1995)
Nikolaj Makarenko (1912–1982)
Inna Makarova (1926–2020) 
Tamara Makarova (1907–1997)
Sergej Makovecki (1958–)
Vladimir Vasilievič Maksimov (1880–1937)
Vera Malinovskaja (1900–1988)
Valentina Maljavina (1941–)
Lilian Malkina (1938–)
Pjotr Nikolajevič Mamonov (1951–)
Vera Mareckaja (1906–1978)
Jekaterina Markova (1946–)
Georgij Martinjuk (1940–2014)
Andrej Martinov (1945–)
Sergej Martinov (1952–)
Sergej Martinson (1899–1984)
Georgij Martirosjan (1948–)
Aleksandr Maslajev (1944–2010)
Alla Maslennikova
Oleg Maslennikov-Vojtov (1977–)
Aleksej Maslodudov (1984–) 
Pavel Massalski (1904–1979)
Lev Maškov (1925–1987)
Vladimir Maškov (1963–)
Marija Maškova (1985–)
Olga Mateško (1947–)
Maksim Matvejev (1982–)
Larisa Mavlennaja (1939–)
Darja Melnikova (1992–)
Julija Men (1972–)
Oleg Menšikov (1960–)
Dimitrij Medvedjev (1973–)
Jurij Nikolajevič Medvedjev (1920–1991)
Mihail Medvedjev (1910–1990)
Natalija Medvedjeva (1915–2007)
Polina Medvedjeva (1960–)
Georgij Menglet (1912–2001)
Nina Menšikova (1928–2007)
Vladimir Menšov (1939–2021)
Julija Menšova (1969–)
Viktor Ivanovič Merežko (1937–2022)
Vasilij Vasiljevič Merkurjev (1904–1978)
Nikolaj Merzlikin (1945–2007)
Nodar Mgaloblišvili (1931–2019) (Gruzinec)
Georgij Mihajlov (1914–1987)
Darja Mihajlova (1965–)
Artjom Mihalkov (1975–)
Nikita Sergejevič Mihalkov (1945–)
Anna Mihalkova (1974–)
Nadežda Mihalkova (1986–)
Galina Mikeladze
Georgij Milljar (1903–1993)
Konstantin Milovanov (1972–)
Jelena Miramova (1901–1992)
Andrej Mironov (1941–1987)
Jevgenij Mironov (1966–)
Marija Mironova (1973–)
Ninel Miškova (1926–2003)
Vladimir Mišukov (1969–)
Varvara Mjasnikova (1900–1978)
Aleksej Mojsejev (1974–) 
Nonna (Nojabrina) Mordjukova (1925–2008)
Jevgenij Morgunov (1927–1999)
Darja Moroz (1983–)
Aleksej Morozov (1979–)
Luiza Mosendz (1990–)
Aleksandr Mosin (1969–)
Ivan Moskvin (1874–1946)
Ivan Možuhin (Mosjoukine) (1889–1939)
Irina Muravjova (1949–)
Sergej Murzin (1965–)

## N
Larisa Nabatova (1989–) 
Rodion Nahapetov (1944–) 
Natalija Naumova (1974–) 
Anna Nazareva (1969–) 
Genadij Nazarov (1967–) 
Jurij Nazarov (1937–) 
Dmitrij Nazarov (1957–) 
Pavel Nazarov
Alla Nazimova (1879–1945) (ZDA) 
Marina Nejolova (1947–) 
Svetlana Nemoljajeva (1937–) 
Daniil Netrebin (1928–1999) 
Vjačeslav Nevinnij (1934–2009) 
Anna Nevskaja (1977–) 
Boris Nevzorov (1950–) 
Lidija Nevzorova (1972–) 
Polina Nevzorova (1981–) 
Rufina Nifontova (1931–1994) 
Lika Nifontova (1963–)  
Talgat Nigmatulin (1949–1985) 
Vadim Nikitin (1944–) 
Jurij A. Nikolajev (1948–) (TV) 
Valerij Nikolajev (1965–) 
Jurij Nikulin (1921–1997) (klovn) 
Aleksej Nilov (1964–) 
Jelizaveta Nilova (1985–) 
Ljudmila Nilskaja (1957–) 
Irina Nizina (1976–) 
Svetlana Norbajeva (1944–) 
Aleksandr Nosik (1971–) 
Jekaterina in Darja Nosik (1984–) 
Valeriij Nosik (1940–1995) 
Vladimir Nosik (1948–) 
Mihail Nožkin (1937–) 

## O
Igor Ogurcov (1992–)
Tatjana Okunevskaja (1914–2002)
Sergej Oldenburg (1957–)
Nikolaj Oljalin (1941–2009)
Marina Orjol (1979–)
Ljubov Orlova (1902–1975)
Marina Orlova (1986–)
Vladimir Osenjev (1908–1977)
Artjom Osipov (1983–)
Olga Ostroumova (1947–)
Anatolij Otradnov (1982 - 2012)
Ljusjena Ovčinnikova (1931–1999)

## P
Sergej Pahomov (1966–)
Aleksandr Pal (1988–)
Anton Pampušni (1982–)
Anatolij Panfilov (1957–)
Ivan Panfilov (1978–)
Julian Panič (1931–)
Andrej Panin (1962–2013)
Valentina Panina (1945–)
Anastasija Panina (1983–)
Rudolf Pankov (1937–)
Vladimir Pankov (1975–)
Aleksandr Pankratov-Čorni (1949–)
Alla Panova (1948–)
Jelena Panova (1977–)
Anatolij Papanov (1922–1987)
Jelena Papanova (1954–)
Antonina Paperna (1990–)
Jevgenij Paperni (1966–) 
Aleksandr Pašutin (1943–) 
James L. Patterson (1933–) (afroameričan)
Viktor Pavlov (1940–2006)
Sofija Pavlova
Irina Pegova (1978–)
Svetlana Penkina (1951–2016)
Grigorij Perel (1972–)
Julija Peresild (1984–)
Ivan Pereverzev (1914–1978)
Lev Perfilov (1933–2000)
Aleksandr Peskov (1965–)
Aleksej Petrenko (1938–2017)
Aleksandr Petrov (1989–)
Galina Petrova (1956–)
Dmitrij Pevcov (1953–)
Sofija Piljavskaja (1911–2000)  
Lionella Pirijeva (1938–)
Svetlana Pismičenko (1964–)
Inna Pivars (1968–)
Kirill Pletnjov (1979–)
Rostislav Pljatt (1908–1989)
Nikolaj Plotnikov (1897–1979)
Nikita Podgorni (1931–1982)
Sergej Podgorni (1953–2011)
Nelli Podgornaja (1931–2011)
Konstantin Pojarkin (1988–)
Marija Pojezžaeva (1989–)
Alla Pokrovskaja (1937–2019) (=? Alina Pokrovskaja (1940–)
Aleksandr Porohovščikov (1939–2012)
Ljubov Poliščuk (1949–2006)
Lev Poljakov (1927–2001) 
Jelena Poljakova (1979–) 
Vera Polozkova (1986–) 
Galina Polskih (1939–)
Aleksej Polujan (1965–2010)
Sergej Polunin (1989–)
Andrej Ponomarjov (1962–)
Jelena Ponsova (1907–1966)
Jana Poplavska(ja) (1961–)?
Jelena Popova (1956–)
Olga Popova (1988–)
Aleksandr Poročovščikov (1939–2012)
Marija Porošina (1973–)
Dmitrij Povolocki
Diana Požarskaja (1992–)
Olga Preobraženska(ja) (1881–1971)
Lev Prigunov (1939–)
Olga Prigunova?
Žanna Prohorenko (1940–2011)
Jelena Proklova (1953–)
Nikolaj Prokopovič (1925–2005)
Viktor Proskurin (1952–)
Jelena Prudnikova (1949–) 
Vsevolod Pudovkin (1893–1953)
Mihail Pugovkin (1923–2008)
Sergej Puskepalis (1966–)

## R
Arkadij Rajkin (1911–1987) (komik)
Viktor Rakov (1962–)
Faina Ranevskaja (1896–1984)
Ksenija Rappoport (1974–)
Irina Rakšina (1962–)
Aleksandr Ratnikov (1979–)
Irma Rauš (1938–)
Vladimir Rautbart (1929–1969)
Vjačeslav Razbegajev (1965–)
Aleksandra Rebenok/Rebjonok? (1980–)
Vladimir Recepter (1935–) 
Jekaterina Rednikova (1973–)
Tatjana Revzina
Irina Reznikova (1953–)
Natalija Ričagova (1945–2011)
Valerij Rižakov (1945–2015)
Ivan Rižov (1913–2004)
Varvara Rižova (1871–1963)
Natalija Rogožkina (1974–)
Anatolij Romašin (1931–2000)
Julija Romašina (1971–)
Andrej Rostocki (1957–2002) 
Irina Rozanova (1961–)
Jevgenija Rozanova (1990–)
Aleksej Rozin (1978–)
Kirill Rubcov (1974–)
Anatolij Rudenko (1982–)
Andrej Rudenski (1959–)
Natalija Rudnaja (1942–)
Natalija Rudova (1983–)
Jelena Rufanova (1967–)
Filipp Rukavišnikov (1974–)
Nadežda Rumjanceva (1920–2008)
Klara Rumjanova (1929–2004)
Velimir Rusakov (1988–)
Nina Ruslanova (1945–)
Ilja Rutberg (1932–2014)
Julija Rutberg (1965–)

## S
Kirill Safonov (1973–)
Pavel Safonov (1972–)
Vsevolod Safonov (1926–1992)
Jelena Safonova (1956–)
Daniil Sagal (1909–2002)
Rustam Sagdullajev (1950–)
Vitalij Saltikov (1970–)
Anna Samohina (1963–2010)
Jevgenij Samojlov (1912–2006)
Tatjana Samojlova (1934–2014)
Vladimir Samojlov (1924–1999)
Vsevolod Sanajev (1912–1996)
Jola Sanko (1947–)
Ljudmila Saveljeva (1942–)
Ija Savina (1936–2011)
Jekaterina Savinova (1926–1970)
Igor Savočkin (1963–)
Nina Sazonova (1917–2004)
Jakov Segel (1923–1995)
Jana Sekste (1980–)
Natalija Seleznjova (1945–)
Marija Seljanskaja (1968–)
Aleksandr Semčev (1969–)
Les Serdjuk (1940–2010) (Ukrajina)
Aleksej Serebrjakov (1964–)
Viktor Sergačov (1934–2013)
Igor Sergejev (1960–)
Nikolaj Sergejev (1894–1988)
Valentina Serova (1917–1975)
Boris Sičkin (1922–2002)
Nikolaj Simonov (1901–1973)
Ruben Simonov (1899–1968)
Jevgenija Simonova (1955–)
Margarita Simonova (1988–)
Mila Sivackaja (1988–)
Tamara Sjomina (1938–)
Irina Skobceva (1927–2020)
Mihail Skrjabin (1946–2011)
Marija Skvorcova (1911–2000)
Nikolaj Sličenko (1934–2021)
Venjamin Smehov (1940–)
Alika Smehova (1968–)
Aleksej Smirnov (1920–1979)
Aleksej Smirnov (1991–)
Andrej Smirnov (1941–)
Boris Smirnov (1908–1982)
Vladimir Smirnov (1937–2002)
Vladimir Smirnov (1941–2000)
Kira Smirnova (1922–1996)
Lidija Smirnova (1915–2007)
Svetlana Smirnova (1956–)
Tamara Smirnova (1911–po 1981)
Innokentij Smokuntovski (1925–1994)
Andrej Smoljakov (1958–)
Artur Smoljaninov (1983–)
Marija Smolnikova (1987–)
Boris Smorčkov (1944–2008)
Julija Snigir (1983–)
Pjotr Sobolevski (1904–1977)
Ljubov Sokolova (1921–2001)
Julija Solnceva (1901–1989)
Jurij M. Solomin (1935–2024)
Vitalij M. Solomin (1941–2002)
Marija Solomina (1949–)
Anatolij Solonicin (1934–1982)
Jelena Solovej (1947–)
Jurij Solovej (1949–)
Viktor Solovjov (1950–)
Dmitrij Solovjov (1974–2018)
Vladimir Sošalski (1929–2007)
Vadim Spiridonov (1944–1989)
Andrej Sova (1912–1994) (Ukrajina)
Marjana Spivak (1985–)
Anatolij Spivak (1938–) 
Sati Spivakova (1962–)
Daniil Spivakovski (1969–)
Viktor Stanicin (1897–1976)
Igor Starigin (1946–2009)
Anna Staršenbaum (1989–)
Irina Staršenbaum (1992–)
Oksana Stašenko (1966–)
Olga Staškevič (1985–)
Vladimir Steklov (1948–)
Agrippina Steklova (1973–)
Konstantin Stepankov (1928–2004)
Angelina Stepanova (1905–2000)
Jevgenij Stičkin (1974 –)
Sergej Stoljarov (1911–1969)
Vera Storoževa (1958–)
Valerij Storožik (1956–) 
Inga Strelkova-Oboldina (1968–) 
Vladimir Steržakov (1959–) 
Aleksandr Striženov (1969–)
Jekaterina Striženova (1968–)
Ljubov Striženova (1940–)
Oleg Striženov (1929–)
M. Striženova (1924–2004)
Natalija Striženova (1957–2003)
Janina Studilina (1985–)
Bohdan Stupka (1941–2012) (Ukrajina)
Ostap Stupka (1967–) (Ukrajina)
Viktor Suhorukov (1951–)
Bibigul Aktan Sujunšalina (1998–) (kazahstanskega rodu)
Natalija Surkova (1967–)
Olga Sutulova (1980-)
Aleksander Valerjevič Suvorov (1979–)
Lev Sverdlin (1901–1969)
Mihail Svetin (1930–2015)
Sergej Svetlakov (1977–)
Svetlana Svetličnaja (1940–)
Vladimir Svirski (1982–)

## Š
Nina Šackaja (1940–)
Ljudmila Šagalova (1923–2012)
Marija Šalajeva
Vjačeslav Šalevič (1934–2016)
Fjodor Šaljapin ml. (1905–1992)
Valerij Šalnih (1956–)
Vitalij Šapovalov (1939–2017)  
Zianida Šarko (1929–2016)
Eleonora Šaškova (1937–)
Aleksandr Šavrin (1960–2017)
Boris Ščerbakov (1949–)
Dalvin Ščerbakov (1938–)
Boris Ščukin (1894–1939)
Aleksandr Šejn (1976–) 
Oksana Šelest
Anna Šepeljeva (1987–)
Larisa Šepitko (1938–1979)
Jelena Ševčenko (1964–)
Vsevolod Šilovski (1938–)
Stanislav Širin (1981–) 
Aleksandr Širvindt (1934–)
Valerija Škirando (1988–)
Oleg Školnik (1956–)
Darja Špalikova (1963–)
Pavel Špringfeld (1912–1971) 
Georgij Štil (1932–) 
Maksim Štrauh (1900–1974) 
Olga Šuvalova (1985–)
Vasilij Šukšin (1929–1974)
Marija Šukšina (1967–)
Olga Šukšina (1969–)
Viktor Šulgin (1921–1992)
Ana Šulgina (1993–)
Natalija Šumska (1956–)
Olja Šumska (1966–)
Vjačeslav Šumskoj (1934–2007) (Ukrajina)
Jevgenij Šutov
Denis Švedov (1981–) 

## T
Anton Tabakov (1960–) 
Oleg Tabakov (1935–2018)
Aleksandra Tabakova (1966–)
Vladimir Talaško (1946–)
Nikita Tarasov (1979–)
Aglaja Tarasova (1994–)
Georgij Taratorkin (1945–2017)
Anna Taratorkina (1982–)
Glafira Tarhanova (1983–)
Larisa Tarkovska(ja) (1938–1998)
Julija Takšina (1980–)
Andrej Taškov (1957–)
Nikita Tatarenkov (1975–)
Valentina Teličkina (1945–)
Margarita Terehova (1942–)
Natalija Terehova (1982–)
Nonna Terentjeva (1942–1996)
Irina Tereščenko (1947–) 
Vjačeslav Tihonov (1928–2009)
Vladimir Tihonov (1950–1990)
Anna Tihonova (1969–)
Vjačeslav Timošin (1929–2006)
Ljudmila Titova (1960–)
Valentina Titova (1942–)
Aleksandra Tjuftej (1986–)
Galina Tjunina (1967–)
Tatjana Tkač (1944–) 
Jevgenij Tkačuk (1984–)
Viktorija Tolstoganova (1972–)
Andrej Jurjevič Tolubejev (1945–2008)
Jurij Tolubejev (1906–1979)
Nadežda Tolubejeva (1989–)
Svetlana Tormahova (1947–)
Aleksej Trjapicin
Mihail Trojanovski (1889–1964)
Eduard Truhmenjev
Olga Tumajkina (1972–)
Aida Tumutova (1990–)
Andrej Tutiškin (1910–1971)

## U
Larisa Udovičenko (1955–)
Mihail Uljanov (1927–2007)
Inna Uljanova (1934–2005)
Jevgenija Uralova (1940–2020)
Viktor Uralski (1925–2009)
Jevgenij Urbanski (1932–1965)
Andrej Urgant (1956–)
Aleksandra Ursuljak (1983–)
Darja Ursuljak (1989–)
Leonid Osipovič Utjosov  (1895–1982)
Nelli Uvarova (1980–)

## V
Jelena Valjušina (1962 –)  
Aleksej Vanin (1925–2012)  
Vasilij Vanin (1898–1951)  
Anatolij Vasiljev (1947–)  
Jurij Vasiljev (1939–1999)  
Katarina Jevgenjevna Vasiljeva (1961–)  
Katarina Sergejevna Vasiljeva (1945–)  
Olga Anatoljevna Vasiljeva (1967–)  
Sofja Vladimirovna Vasiljeva (1992–) (ameriška)  
Tatjana Grigorjevna Vasiljeva (1947–)  
Vera Kuzminična Vasiljeva (1925–)  
Andrej Vasiljevski (1905–1972)  
Zoja Vasiljkova (1926–2008)  
Bimbulat Vatajev (1939–2000)  
Natalija Vavilova (1959-)  
Tatjana Vedenejeva (1953–)  
Anastasija Vedenskaja (1984–)  
Sergej Veksler (1961–)  
Pjotr Veljaminov (1926–2009)  
Anastasija Vertinskaja (1944–)  
Lidija Vertinskaja (1923–2013)  
Marianna Vertinskaja (1943–)  
Aleksej Vertkov (1982–)  
Viktor Veržbitski (1959–)  
Jevgenij Vesnik  (1923–2009)  
Oleg Vidov (1943–2017)  
Taisija Vilkova (1996–)  
Julija Visockaja (1973–)  
Akradij Visocki (1962–)  
Nikita Visocki (1964–)  
Vladimir Visocki (1938–1980) 
Anfisa Vistingauzen (1999–) 
Georgij Vitsin (1917–2001)  
Jurij Vizbor (1934–1984)  
Igor Vladimirov (1919–1999) 
Varvara Vladimirova (1968–) 
Vladimir Vladislavski (1891–1970) 
Aleksandr Vojevodin (1950–) 
Aleksandr Volkov (1975–) 
Ivan Volkov (1974–) 
Nikita Volkov (1993–) 
Vjačeslav Volkov (1904–1980) 
Jekaterina Volkova (1982–) 
Vladimir Volodin (1891–1958) 
Vera Voronkova (1965–) 

## Z
Vadim Zaharčenko (1929–2007) 
Aleksej Zaharov (1973–)
Aleksandra Zaharova (1962–)
Boris Zahava (1896–1976)
Vladimir Zamanski
Natalija Zaščipina (1939–)
Jurij Aleksandrovič Zavadski (1894–1977)
Aleksandra Zavijalova (1936–2016)
Aleksandr Zbrujev (1938–)
Rina Zeljonaja (1901–1991)
Marija Zikova (1986 –)
Julija Zimina (1981–)
Valerij Zolotuhin (1941–2013)
Ljudmila Zorina (1941–) 
Valentin Zubkov (1923–1979) 
Marina Zudina (1965–)
Olga Zvereva (1968–)
Galina Zvjaginceva (1986–)

## Ž
Aleksej Žarkov (1938–2017)
Oleg Žakov (1905–1988)
Kirill Žandarov (1983–)
Mihail Žarov (1899–1981)
Konstantin Želdin (1933–)
Vladimir Žerebcov (1983–) 
Svetlana Žgun (1933–1997)
Mihail Žigalov (1942–)
Iza Žukova (1937–)
Dmitrij Žuravljov (1900–1991)
Georgij Žonov (1915–2005)
Marija Žukova (1973–)
Ljana Žvanija (1949–2021)